# وکلای جوان (مجموعه تلویزیونی آمریکایی)
وکلای جوان (انگلیسی: The Young Lawyers) یک مجموعهٔ تلویزیونی آمریکایی است که از سال ۱۹۷۰ تا ۱۹۷۱ میلادی از شبکهٔ اِی‌بی‌سی به روی آنتن رفت. داستان این مجموعه دربارهٔ چند دانشجوی آرمانگرای رشتهٔ حقوق است که در «مدرسهٔ عالی حقوق بوستون» تحصیل می‌کنند و یک مرکز کمک‌رسانی مردمی به نام «دفتر وکالت محله» برپا می‌کنند تا به مردم تهی‌دست کمک کنند. از آنجا که این دانشجویان، هنوز اجازهٔ رسمیِ کار در دادگاه‌ها را ندارند، فعالیت‌هایشان را تحتِ حمایتِ و نظارتِ یک وکیلِ خبرهٔ دادگستری به نام «دیوید بارت» انجام می‌دهند.
این مجموعه تلویزیونی در سال ۱۹۷۱ میلادی، نامزدِ دریافتِ جایزه گلدن گلوب بهترین هنرپیشه نقش مکملِ مرد در یک مجموعهٔ تلویزیونی و جایزه گلدن گلوب بهترین مجموعه تلویزیونی – درام و همچنین جایزهٔ تدوین‌گران سینمای آمریکا بابت «بهترین تدوین تلویزیونی» بود. وکلای جوان در سال ۱۳۵۱ خورشیدی، با دوبلهٔ فارسی از تلویزیون ملی ایران پخش شد.